# Biblioteca guarneriana
La biblioteca guarneriana venne fondata da Guarnerio d'Artegna a San Daniele del Friuli, ed è la più antica biblioteca friulana e una delle prime biblioteche pubbliche d'Europa.
Sorta nel 1466 presso l'ex palazzo comunale, ospita circa 12 000 volumi antichi.

## Storia
Dopo la caduta della Repubblica di Venezia ad opera di Napoleone l'11 settembre 1797, il commissario francese Gaspard Monge sottrasse alla biblioteca alcuni dei suoi migliori manoscritti, ancora oggi detenuti presso la Biblioteca nazionale di Francia di Parigi. La Guarneriana fu visitata da personaggi illustri come Ugo Foscolo, Ippolito Nievo e Giosuè Carducci.
La raccolta comprende numerose opere miniate, una rara edizione dell'Inferno di Dante del XIV secolo, la Bibbia Levantina (le cui miniature costituiscono un'interessante commistione tra elementi occidentali e levantini) e numerose edizioni stampate del Cinquecento, dono dell'arcivescovo Giusto Fontanini alla sua città.